# Segamat (district)
Segamat is een district in de Maleisische deelstaat Johor.
Het district telt 190.000 inwoners op een oppervlakte van 2900 km².